# I Love New York (chanson de Madonna)
Vous lisez un « bon article » labellisé en 2016.
Pistes de Confessions on a Dance Floor
Future Lovers
(4) Let It Will Be
(6)
I Love New York est une chanson de l'artiste américaine Madonna, issue de son dixième album studio Confessions on a Dance Floor, composée et produite par Madonna et Stuart Price. Dans ce titre plus personnel, la chanteuse exprime son amour pour la ville de New York dans laquelle elle a vécu des moments difficiles, mais aussi et surtout son amour pour l'état d'esprit qui y règne. Les paroles de la chanson font aussi  référence au président des États-Unis alors en place et que l'artiste n’affectionne guère, George W. Bush.
Un remix est présent en face B de certaines versions single Get Together. De plus, une première version du titre est disponible sur l’album I'm Going to Tell You a Secret issu du documentaire éponyme et dans lequel est utilisé cette version.
Le morceau est plutôt mal accueilli par les critiques musicaux. Nombreux jugent la chanson comme étant la plus mauvaise de l'album, notamment à cause de ses paroles et ses rimes osées.
Le Confessions Tour en 2006, est la seule tournée pendant laquelle la chanteuse interprète I Love New York. Le titre connaîtra une reprise cinq ans plus tard par la série musicale Glee dans le cadre d'un mashup avec New York, New York de la comédie musicale On the Town.

## Genèse

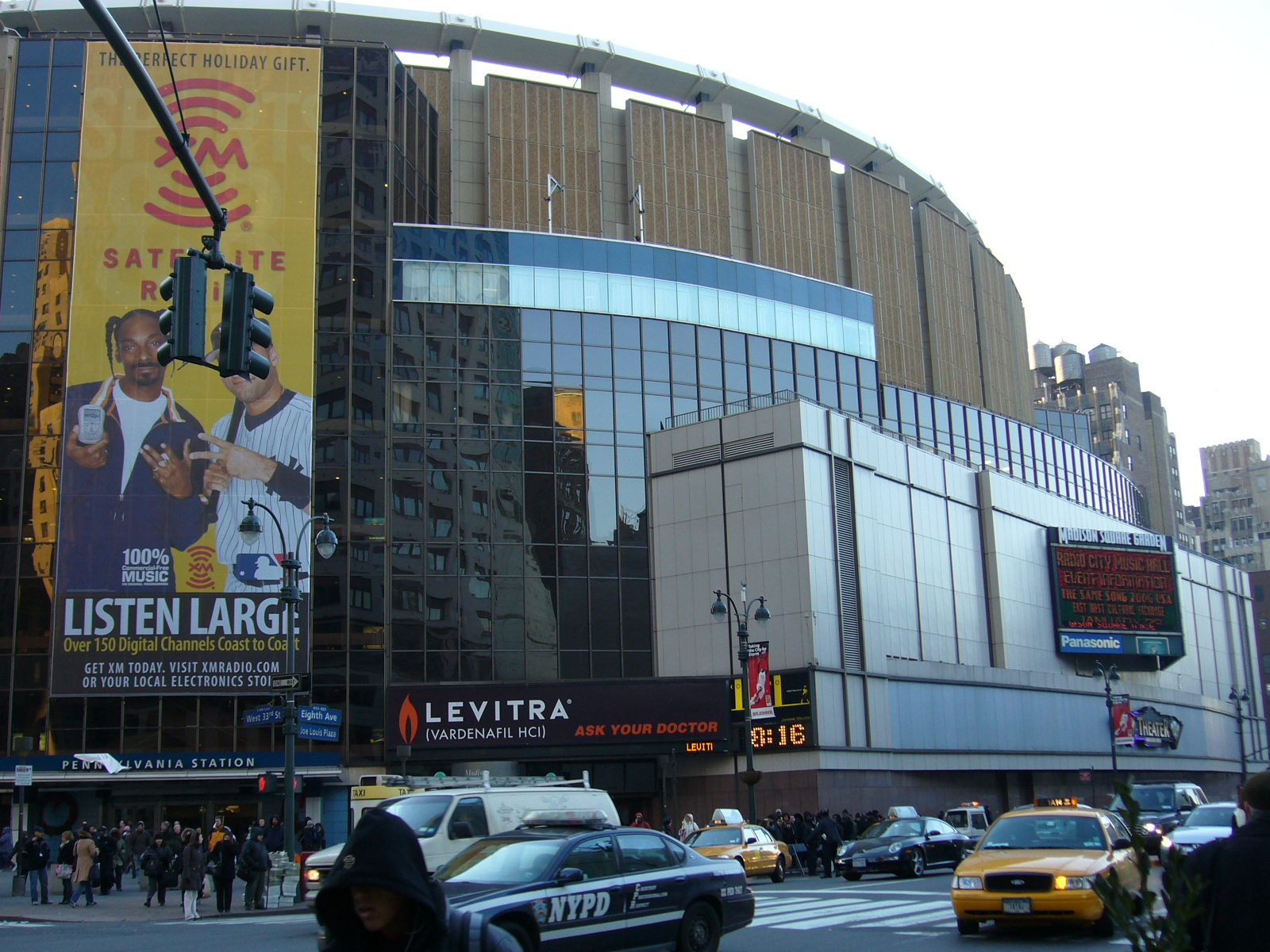
C'est en étant escorté par le NYPD jusqu'au Madison Square Garden que Madonna trouve l'inspiration.

Les premières lignes de la chanson sont écrites lors de la balance audio pour une représentation du Re-Invention Tour au Madison Square Garden de New York,,,. C'est la police new-yorkaise, que la chanteuse qualifie de « fantastique », qui a inspiré la chanson. En effet, le NYPD l'escorte pour aller au concert et utilise les sirènes des véhicules de police pour faciliter le passage du cortège. C'est en voyant les voitures s'écarter devant elle que l'inspiration lui vient. Elle trouve alors vraiment amusante la scène qu'elle avait jugée exagérée et dramatique pendant le transport. Lors de cette balance audio, Madonna commence à jouer deux riffs très basiques et à concevoir des paroles exprimant son amour pour la ville. Le compositeur et producteur britannique Stuart Price alors présent en tant que directeur musical, trouve qu'il s'agit d'une ébauche amusante. Un peu plus tard, il décide de la rejoindre dans son vestiaire avec une guitare et un enregistreur multipiste portable pour garder une trace de l'esquisse.
Le 29 août 2004, dans le cadre de sa tournée, Madonna partage la scène irlandaise du Slane concert avec le rockeur américain Iggy Pop et assiste à sa prestation aux côtes de Stuart Price,. À la suite de la représentation, Madonna souhaite réaliser une « version Stooges » d'I Love New York pour l'incorporer en fond sonore dans son documentaire en cours de tournage, intitulé I'm Going to Tell You a Secret. Price et Madonna partent ainsi avec le riff et la bande vocale enregistrée à New York chez un ami du compositeur britannique qui habite à Reading en Angleterre. Ils s'installent dans la chambre de ce dernier et poussent le lit contre le mur pour pouvoir y installer une batterie. Price est à la basse et le frère de cet ami l'accompagne à la guitare. L’enregistrement de cette version figure dans le documentaire.
Quelque temps plus tard, Madonna et Price travaillent ensemble sur l'album Confessions on a Dancefloor. La chanteuse déclare alors qu'elle aime le morceau mais qu'il s'agit d'un album aux sonorités dance, et que le style ne convient pas. Il faut donc selon elle, travailler dessus. Cependant, la semaine où la chanteuse envisage de le faire, Stuart Price doit mixer à Sydney. Le compositeur cherche donc un endroit où travailler dans la ville australienne. Il se refuse néanmoins à louer un studio coûteux et réussit à trouver quelqu'un qui possède un petit studio qui s'avère être un atelier dans un jardin.
Pour retravailler le morceau, Stuart Price ne conserve que les voix en mettant en arrière tout le reste, puis il ajoute une grosse caisse pour travailler autour. C'est à partir d'un vieux Yamaha ZX100 alors à disposition que provient l'une des lignes de synthétiseur de la version finale. En travaillant et en remixant la chanson, Price passe d'un rock de Détroit à de la techno de Détroit. Pendant que le compositeur britannique assemble le morceau, Madonna travaille les paroles. Malgré le décalage horaire entre Sydney et le Royaume-Uni ne facilitant pas leurs échanges, la version finale du titre commence à émerger. Une fois de retour à Londres, Price joue le morceau dans une boîte de nuit où il se produit en tant que DJ et constate que le titre est efficace. Madonna et Price se réunissent ensuite à l'Olympic Studio à Londres pour terminer la chanson.
Pour écrire les paroles, Madonna s'est servie de son expérience avec New York. Elle explique ainsi lors d'une entrevue :

« J'ai une histoire avec New York que je n'ai nulle part ailleurs dans le monde. Même si j'ai grandi dans le Michigan, j'ai vraiment grandi à New York. Mis à part quand ma mère est morte, le plus dur moment de ma vie fut de vivre à New York ; être brisée, ne pas avoir d'amis et lutter, en essayant de trouver sa place dans le monde. Je n'oublierai jamais ces moments, vous savez. [...] Les New-Yorkais ont cette chose avec les gens qu'ils connaissent et qui ont survécu aussi à New York. C'est une sorte de respect. Je ne sais pas si vous avez déjà vécu là-bas, mais c'est assez brutal. Les gens marchent dans la rue et ils vous examinent et s'ils aiment ou s'ils n'aiment pas votre allure, alors vous allez en entendre parler. J'adorai tout simplement la folie et le bruit de cette façon de faire. »

En effet, Madonna arrive à New York en septembre 1978 avec 35 $ en poche, espérant y trouver la gloire. Elle vit alors d'emplois occasionnels dans une grande précarité, esseulée et avec le peu d'argent que lui rapportent ses emplois de serveuse, danseuse ou modèle de nu.
Le morceau n'est pas sorti en tant que single. Cependant, un mix d'I Love New York par Stuart Price sous le nom de Thin White Duke est présent en face B de certaines versions du single Get Together : initialement par téléchargement numérique le 23 mai 2006, puis dans la version Single 12" et Maxi-CD,,. D'autre part, la version du titre utilisée dans le documentaire I'm Going to Tell You a Secret est présente dans l'album du même nom mis en vente quelques semaines plus tard, le 20 juin 2006.

## Structure musicale et paroles
I Love New York est une chanson de style dance-rock avec une tonalité en la majeur,. Située dans une signature rythmique commune 4/4, elle a un tempo dance-rock modérément rapide de 126 battements par minute et possède une progression d'accords de do, sol avec si pour basse et la tout du long. La gamme vocale de la chanteuse se situe entre les notes sol3 et la4. Les timbales sont fortement présentes dans les percussions et la guitare électrique utilise le riff du titre I Wanna Be Your Dog des Stooges avec le côté impassible de Lou Reed. La ligne de basse, quant à elle, est inspirée de la musique du groupe Joy Division.

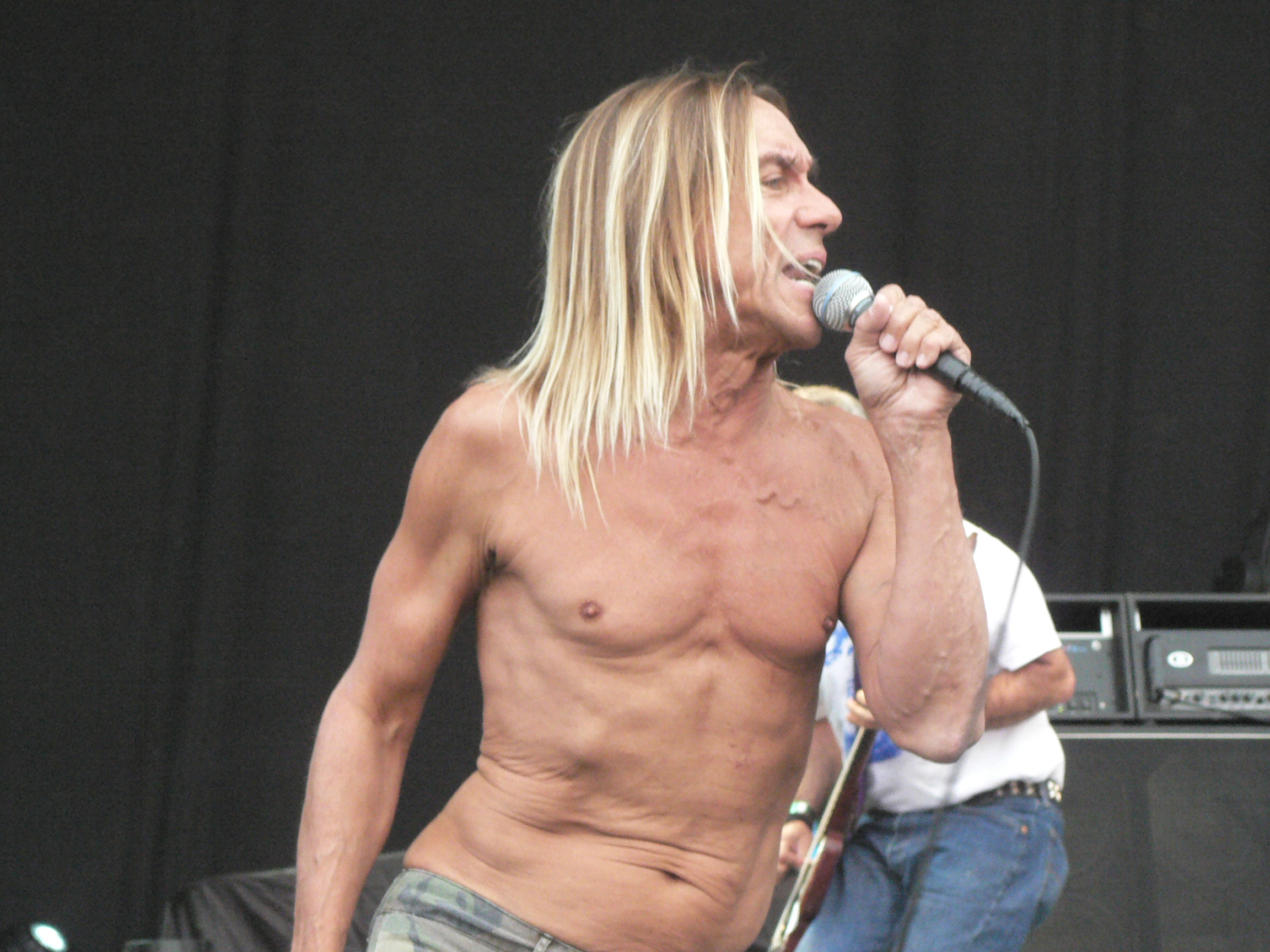
Iggy Pop donne à Madonna l'idée d'utiliser le riff dI Wanna Be Your Dog.

Sur la forme, I Love New York se place dans le même style de musique que celles du précédent album American Life,. Madonna profite ainsi de la chanson pour faire référence à George W. Bush pour qui elle ne porte pas une grande affection en mentionnant la ville de Texas avec « If you don't like my attitude / Then you can F off / Just go to Texas / Isn't that where they golf ». La chanteuse discrédite aussi Paris et Londres dans ses paroles avec « Paris and London / Baby, you can keep », bien qu'elle avoue que ceci est ironique et ne pas à prendre au sérieux puisqu'elle habite à Londres,. Enfin, lorsqu'elle chante I Love New York, Madonna cherche à exprimer son amour pour l'état d'esprit qui règne dans la grosse pomme plutôt que pour la ville en elle-même.

## Critiques de la presse
Un grand nombre de critiques jugent qu'I Love New York est la plus mauvaise chanson de l'album. C'est le cas de Chris Tucker de Spin Magazine ou Jason Shawhan de About.com. C'est aussi ce que pense Sal Cinquemani de Slant Magazine qui qualifie la chanson d'« épave ». Ben Williams du New York Magazine, parle de « morceau minable ». Quant à Rob Harvilla de The Village Voice, il désigne I Love New York dans son article d'« air abruti », en précisant qu'« il s'agit d'une ode pour NYC moins articulée que, disons, celle d'Andrew W.K., et c'est peu dire ». Les paroles sont jugées maladroites, notamment lorsque Madonna fait rimer New York avec dork (abruti en anglais),,,,. Pour Jon Pareles du New York Times, ces rimes rendent Madonna « coléreuse ou idiote » lorsqu'elle les chante. De plus, pour Joan Margan de The Village Voice, ce passage « fait paraître [Madonna] étrangement à l'écart de l’impulsion de la ville dont elle a longtemps revendiquée comme étant la sienne ». Le magazine Entertainment Weekly qualifie négativement le refrain de « jingle parfait pour une publicité touristique » et Stephen Deusner de Pitchfork parle de la même manière de « carte de Saint-Valentin post-11 septembre clairement adressée à la grosse pomme »,. Spin Magazine va plus loin en présentant I Love New York comme étant « une lettre d'amour tellement boiteuse qu'elle pourrait ainsi être affichée sur le côté d'un autobus municipal ».
D'autres critiques sont un peu plus généreuses envers le morceau. Selon Stylus magazine, « la musique est bonne, mais les paroles faciles ». Christian John Wikane de PopMatters parle de « morceau propulsif ». Pour Alexis Petridis du Guardian, il s'agit du « titre le plus agréablement ridicule que la chanteuse ait réalisé ». Puis Todd Matthew, du magazine Attitude, trouve la chanson « très drôle ».

## Interprétations scéniques et reprise par la sérieGlee

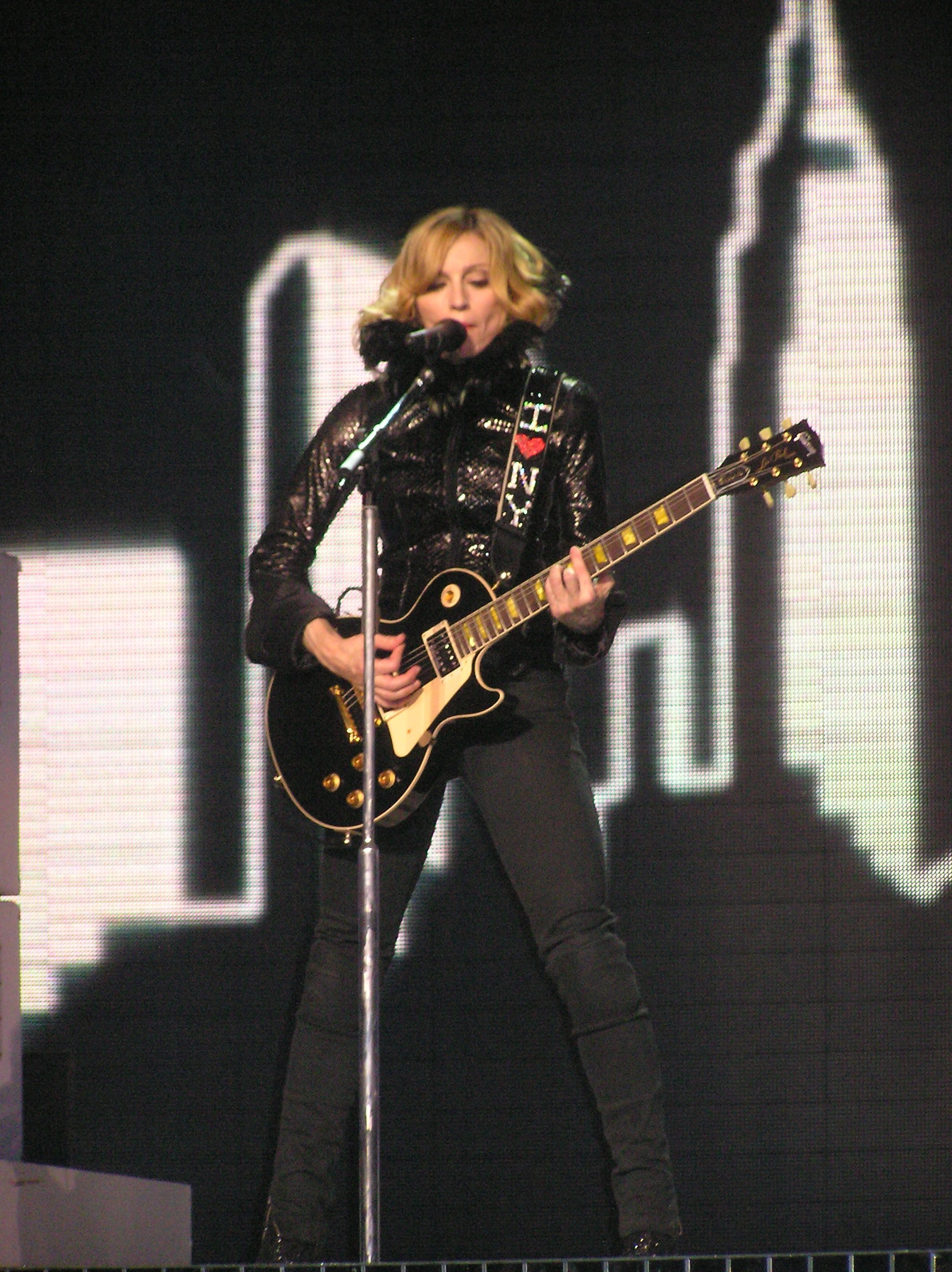
Madonna interprétant I Love New York pendant le Confessions Tour en 2006.

Dans le cadre de la promotion de l'album Confessions on a Dance Floor, la chanteuse interprète pour la 1re fois I Love New York dans la boîte de nuit appelée KOKO à Londres le 15 novembre 2006,. Madonna est alors vêtue de violet avec une veste, un corsaire en velours et des bottes jusqu'aux genoux. Elle interprète ensuite le morceau dans les discothèques G-A-Y à Londres et Studio Coast à Tokyo respectivement le 19 novembre et le 5 décembre,. Une interprétation d'I Love New York a aussi lieu le 30 avril 2006 pendant le Coachella Valley Music and Arts Festival à Indio en Californie.
En 2006, I Love New York fait partie de la setlist du Confessions Tour associé à l'album dont la chanson est issue. Madonna interprète alors le morceau accompagnée d'une guitare électrique et portant une veste noire à colle en plumes avec un pantalon de la même couleur, ainsi que le logo I Love New York sur la sangle de sa guitare. Le fond d'écran, quant à lui, laisse apparaître une ligne d'horizon new-yorkaise blanche dont les tours glissent sauvagement à chaque « Get off my street »,. Madonna utilise la performance pour s'en prendre clairement à George W. Bush en remplaçant « Isn't that where they golf » par « And you can suck George Bush's d*ck! » dans les paroles,. Il est aussi à noter que Lenny Kravitz intervient lors de la dernière date parisienne de la tournée, le 31 août, pour jouer à la guitare I Love New York avec la chanteuse.
Avant chaque interprétation, à l’exception du cas où elle est à New York, Madonna se sent obligée de préciser qu'il ne s'agit pas de la ville à qui elle déclare son amour, mais plutôt de l'état d'esprit new-yorkais,.
En mai 2011, la chanson est reprise en mashup avec New York, New York de la comédie musicale On the Town par le casting de la série télévisée Glee à l'occasion du dernière épisode de la saison 2 intitulé Les Lumières de Broadway. La scène du numéro musical associé est tournée à Central Park, au Lincoln Center, au Washington Square Park ainsi que sur les marches du TKTS de Times Square. Cette version d'I Love New York reçoit un accueil mitigé. Sandra Gonzalez de Entertainment Weekly lui donne la note de B en précisant qu'elle était déçue et qu'il ne s'agit pas de sa chanson préférée parmi celles issues de l'épisode. Erica Futterman du magazine Rolling Stone parle d'un « mashup rapide et contagieux ». Enfin, pour Bobby Hankinson de Houston Chronicle, il s'agit d'une de ses chansons préférées de l'épisode. Le single arrive à la 81e place du Billboard Hot 100 et du Canadian Hot 100 lors de sa sortie,.

## Compléments